# ShroudBNC
shroudBNC è un bouncer per IRC scritto in C++ in grado di collegarsi ad IRC per conto di utenti multipli, può essere esteso usando script tcl.Tra le sue tante caratteristiche c'è quella di poter far uso di una interfaccia web molto user-friendly (scritta in tcl e php), la quale permette di creare e gestire facilmente gli utenti

## Caratteristiche
- Supporta script tcl e una parziale emulazione di comandi di Eggdrop
- Interfaccia web (facilmente personalizzabile)
- Supporto SSL sia per il client che per IRC
- Incorpora la protezione dai flood
- Supporto di moduli
- Risoluzione DNS asincrona così il bouncer non crasha mentre gli utenti si ricollegano
- Salva i messaggi privati quando gli utenti non sono collegati al bouncer
- Supporto per IPv6
- vhost.tcl: limita il numero di utenti per vhost
- virtual.tcl: aggiunge gruppi e amministratori virtuali i quali sono in grado di creare e gestire gli utenti creati nei propri gruppi
- lock.tcl: permette di disabilitare le impostazioni per specifici utenti o globalmente
- partyline.tcl: permette di creare canali interni per gli utenti del bouncer
- e molto altro...